# 페이스 에번스
페이스 에번스(Faith Evans, 1973년 6월 10일 ~ )는 미국의 싱어송라이터이다.